# Тилда Суинтън
Катрин Матилда Суинтън, известна като Тилда Суинтън (на английски: Katherine Matilda Swinton, Tilda Swinton), е шотландска театрална и филмова актриса. Известна е с главните си роли в независими филми и с поддържащите си роли в блокбъстъри.
През 1993 г. печели „Давид на Донатело“ за най-добра чуждестранна актриса за филма „Орландо“. През 2008 г. е ред на Оскар за най-добра поддържаща женска роля и наградата на БАФТА за най-добра актриса в поддържаща роля за изпълнението си в игралния филм „Майкъл Клейтън“ (2007). Освен това тя печели наградата на Британската академия в Шотландия като най-добра актриса за филма „Младият Адам“ от 2003 г. Носителка е на три номинации за наградата „Златен глобус“ (2002, 2008 и 2013 г.), две номинации за наградата на БАФТА (2009 и 2012 г.) и много други.
Суинтън започва кариерата си в експериментални филми, режисирани от Дерек Джарман: „Караваджо“ (1986), The Last of England (1988), War Requiem (1989) и The Garden (1990). Тя печели Купа „Волпи“ за най-добра актриса на Филмовия фестивал във Венеция за ролята си на Изабела Френска в игралния филм „Едуард II“ (1991). След това участва в „Орландо“ на Сали Потър (1992) и е номинирана за Европейските филмови награди за най-добра актриса. Номинирана е освен това за Златен глобус за най-добра актриса в драма за изпълнението си в „Цената на мълчанието“ (2001). Ролята е последвана от участията ѝ във „Ванила Скай“ (2001), „Адаптация.“ (2002), „Константин“ (2005), „Майкъл Клейтън“ (2007), „Джулия“ (2008) и „Аз съм любовта“ (2009).
Суинтън печели Европейската филмова награда за най-добра актриса и е номинирана за Наградата на БАФТА (Британската академия за филмово и телевизионно изкуство) за най-добра актриса в главна роля за психологическия трилър „Трябва да поговорим за Кевин“ (2011).
Известна е и с ролята си на Бялата вещица Джейдис в кинопоредицата „Хрониките на Нарния“ (2005 – 2010) и с персонажа на Древния/Древната във франчайзинга на Киновселената на Марвел.
През 2005 г. получава наградата „Ричард Харис“ на Британските независими филмови награди като признание за приноса ѝ към британската филмова индустрия.
На рождения ѝ ден през 2013 г. ѝ е оказано специално признание от Музея на модерното изкуство в Ню Йорк: тя е първият нережисьор, комуто е оказана честта за Благотворителна гала вечеря. Нейни домакини са Карл Лагерфелд, Дейвид Боуи и Уес Андерсън.
През 2020 г. Суинтън получава Наградата на Британския филмов институт – най-високата чест, присъждана от него като признание за изключителен принос към филмовата или телевизионната култура. 
През 2020 г. актрисата е на 13-о място в класацията на в. „Ню Йорк Таймс“ на 25-те най-велики актьори на 21. век. През същата година получава престижната награда „Златен лъв“ на Венецианския филмов фестивал за цялостни постижения.

## Ранни години
Суинтън е родена на 5 ноември 1960 г. в Лондон, Англия в благородническо семейство. Тя е дъщеря на сър Джон Суинтън (1925 – 2018), лорд от шотландския Дом Кимергам, пенсиониран генерал-майор от Британската армия и лорд-лейтенант на Берикшър от 1989 до 2000 г., и на съпругата му, австралийката Джудит Балфур, лейди Суинтън (родена Килън; 1929 – 2012). Има трима братя. Нейният прадядо по бащина линия е шотландският политик и хералд (кралски вестител, церемониалмайстор) Джордж Суинтън, а прапрадядо ѝ по майчина линия е шотландският ботаник Джон Хътън Балфур. Суинтън са древно англо-шотландско семейство, което може да проследи произхода си до 9 век. Актрисата има шотландски, северноирландски и английски корени, но се смята преди всичко за шотландка. Като дете живее известно време в Германия.
Тя не се интересува от актьорската игра, докато не гледа филма на Робер Бресон „Наслука, Балтазар“ (1966), в който е вдъхновена от сладкото изпълнение на магарето.
Посещава три частни училища: девическо училище Куинс Гейт в Лондон, девическо училище Уест Хийт в Севъноукс, Кент и за кратко колеж Fettes в Единбург (който завършва и Тони Блеър). Уест Хийт е скъп пансион, където тя е съученичка и приятелка на лейди Даяна Спенсър. Като възрастна Суинтън се обявява против пансионите, заявявайки, че Уест Хийт е била една „много самотна и изолираща среда“ и че според нея пансионите „са много жестока обстановка, в която да израснеш“, и тя не чувства „децата да имат полза от този тип образование. Децата имат нужда от родителите си и от любовта, която те могат да им осигурят.“
Суинтън прекарва две години като доброволка в детски училища в Южна Африка и в Кения преди университета, след което се записва в женския колеж „Ню Хол“ в Кеймбриджкия университет. Там първоначално следва социални и политически науки, но през 1983 г. завършва английска филология. Докато е в Кеймбридж, Суинтън се присъединява към Комунистическата партия на Великобритания. По-късно става член на Шотландската социалистическа партия.
Именно в колежа бъдещата актриса започва да се изявява на сцената. Тя се появява в студентските постановки „Сън в лятна нощ“ („A Midsummer Night's Dream“), „Херцогинята на Амалфи“ („The Duchess of Malfi“) и „Комедия от грешки“ („The Comedy of Errors“).

## Кариера

### Актьорска игра
През 1984 г. Суинтън се присъединява към Кралската шекспирова компания в Стратфорд на Ейвън, в която остава една година и участва в пиесата „Мяра за мяра“ (Measure for Measure) на Уилям Шекспир. Впоследствие тя открива някои сценични роли, в които полът се размива. Играе Моцарт в „Моцарт и Салиери“ на Пушкин. През 1987 г. Суинтън е жена от работническата класа, представяща се за мъртвия си съпруг във Втората световна война, в постановката „Човек към човека“ (Man to Man) на драматурга Манфред Карге в Театър „Траверс“ в Единбург. Пиесата е по произведението на Бертолт Брехт Mann ist Mann и през 1992 г. е в основата на игралния филм със Суинтън Man is Man.
Първата ѝ телевизионна роля е тази на Джулия в минисериала Zastrozzi: A Romance от 1986 г., базиран на готическия роман на Пърси Биш Шели.
През 1985 г. Суинтън започва дълго сътрудничество с английския експериментален гей режисьор, сценограф и художник Дерек Джарман. Освен че живее с него, тя се превръща в негова муза и той ѝ поверява роля във всичките си седем филма, които режисира от 1985 до смъртта си през 1994 г. Наред с игралните филми, предназначени за киното, Джарман непрестанно снима Super 8, които улавят актрисата в моменти от ежедневието, пътуванията и представленията ѝ. Под негово ръководство Суинтън играе ролята на проститутката Лена в първия си игрален филм – „Караваджо“ (Caravaggio) през 1986 г. Следват The Last of England (1988), War Requiem (1989) с Лорънс Оливие, The Garden (1990) и „Едуард II“ (Edward II) (1991), за който е наградена с Купа „Волпи“ за най-добра актриса на Филмовия фестивал във Венеция през 1991 г. През 1993 г. актрисата дава гласа си на последния филм на Джарман – Blue, оригинален „акустичен“ игрален филм, в който екранът остава син през цялото време. Той е вид кинематографично завещание на режисьора, болен от СПИН, който поверява дневника на болестта си на гласовете на най-близките си сътрудници. Филмът печели наградата на Стокхолмския кинофестивал.
През 1989 г. Суинтън играе Гудрун в художественото произведение Volcano Saga на Джоан Джонас. 28-минутното произведение на видеоизкуството е базирано на исландската сага Laxdeala от 13 век и разказва мита за млада жена, чиито сънища предсказват бъдещето.
След смъртта на Джарман Суинтън играе двусмисления персонаж на Орландо, който от мъж става жена и живее 400 години. Едноименният филм от 1992 г. е базиран на романа на Вирджиния Улф със същото заглавие и е режисиран от Сали Потър. Ролята ѝ позволява да изследва въпросите за екранното представяне на пола, което отразява нейния дългогодишен интерес към андрогинния стил. Актьорската игра на Суинтън е изненадваща с естествеността, с която тя приема ролята на герой, променящ пола си в хода на разказа – успехът на филма я освещава като идеалния тълкувател на „двойственото“ и „разнообразното“. По-късно тя размишлява за ролята си в интервю, придружено от поразителна фотосесия: „Хората говорят за андрогинията по всякакви скучни начини", казва тя и отбелязва, че скорошната адаптация на „Орландо“ я е накарала да се замисли отново за гъвкавостта на пола. Тя споменава френския художник от 20-те години на 19. век Клод Каон: „Каон погледна към безграничността на андрогинния жест, който винаги ме е интересувал“.
Тя е адвокатка лесбийка в „Женски перверзии“ (Female Perversions), представен на Кинофестивала в Сънданс през 1996 г., математичката Ада Аугуста Лъвлейс – дъщеря на лорд Байрон в Conceiving Ada от 1997 г., тайнствената героиня на „Възможни светове“ (Possible Worlds) (2000) на режисьора Робърт Лепаж, който отхвърля всякаква традиционна повествователна нишка, и биогенетичка и три нейни клонинги в причудливия Teknolust (2002), режисиран от видеотвореца Лин Хершман-Лийсън. Тя е в напреднала бременност по време на снимките на „Любовта е дявол: Щрихи към портрета на Франсис Бейкън“ (Love Is the Devil)(1998) и трябва да бъде снимана от кръста нагоре.
През 21 век Суинтън се насочва към мейнстрийм проекти. Тя има водеща роля в американския филм „Цената на мълчанието“ (The Deep End) (2001), в който играе майка на син гей, за когото подозира, че е убил приятеля му. За това изпълнение е номинирана за наградата „Златен глобус". Актрисата играе поддържащи роли в няколко филма: фанатична лидерка на хипи комуна в „Плажът“ (The Beach) (2000) с участието на Леонардо ди Каприо, Ребека Диърборн в трилъра „Ванила Скай“ (Vanilla Sky) (2001) с Том Круз и Пенелопе Крус и андрогинния архангел Гавраил във фентъзи екшън филм „Константин“ (Constantine) с участието на Киану Рийвс. Освен това участва в британските филми „Клетвена декларация“ (The Statement) (2003) и „Младият Адам“ (Young Adam) (2003) в компанията на Юън Макгрегър.
През 2005 г. Суинтън се изявява като бялата вещица Джейдис във фентъзи филма „Хрониките от Нарния: Лъвът, вещицата и дрешникът“ – екранизацията на едноименния роман на К. С. Луис, и като Одри Коб във „Вреден навик“ (Thumbsucker) на Майк Милс – екранизация на едноименния роман на американския писател Уолтър Кърн. По-късно Суинтън има епизодични появи в продълженията на Нарния: „Хрониките на Нарния: Принц Каспиян“ и „Хрониките на Нарния: Плаването на Разсъмване“.
Ролята на безмилостната корпоративна адвокатка в трилъра от 2007 г. „Майкъл Клейтън“ с участието на Джордж Клуни ѝ носи както наградата на БАФТА за най-добра поддържаща актриса, така и Оскар за най-добра поддържаща женска роля на 80-ите награди Оскар през 2008 г., която е единствената награда на филма. След това актрисата играе във филма на братя Коен от 2008 г. „Изгори след прочитане“ (Burn After Reading). Суинтън казва за филма, в който отново играе с Джордж Клуни: „Не знам дали ще разсмее някого другиго, но нас наистина ни разсмя, докато го снимахме." Същата година тя е в ролята на Елизабет Абът в „Странният случай с Бенджамин Бътън“ с участието на Кейт Бланшет и Брад Пит. Освен това е в главната роля на Джулия в криминалната драма на Ерик Зонка „Джулия“, чиято премиера е на Берлинския международен кинофестивал през 2008 г. Филмът излиза по кината през май 2009 г.
През 2009 г. актрисата играе ролята на Ема Реки в италианската драма „Аз съм любовта“, за който се научава да говори италиански и руски, и на блондинка в криминалната драма „Границите на контрола“.
През 2011 г. Суинтън участва в психотрилъра „Трябва да поговорим за Кевин“ – екранизация на едноименния роман на американската писателка Лайънъл Шрайвър. Актрисата играе майката на главния герой тийнейджър, който извършва клане в гимназията. За играта си тя получава Признанието на критиката и номинации за наградите „Златен глобус“, тази на БАФТА и тази на Гилдията на киноактьорите.
През 2012 г. е в ролята на Ева в комедийната вампирска драма на Джим Джармуш „Само любовниците остават живи“ с участието на Том Хидълстън. Премиерата на филма е на Филмовия кинофестивал в Кан на 23 май 2013 г. и той излиза в САЩ през първата половина на 2014 г. За ролята тя е номинирана за наградата Independent Spirit Awards.
Суинтън играе ролята на Мейсън в научнофантастичния филм от 2013 г. „Снежен снаряд“. Изпълнението ѝ получава положителни отзиви и тя е номинирана за наградата „Сателит“ и за Филмова награда на избора на критиката. Същата година участва като Мадам Д. във филма „Гранд хотел „Будапеща““ на Уес Андерсън.
През 2015 г. тя играе в трилъра на Лука Гуаданино „Голямото плискане“ заедно с Дакота Джонсън, Матиас Шьонертс и Ралф Файнс. Първоначално тя не желае да участва поради неотдавнашната смърт на майка си. Суинтън променя решението си и в един момент от живота си, когато остава без думи, тя предлага идеята за жената, която не може да говори.
През 2016 г. актрисата играе ролята на Древния/Древната от Киновселената на Марвел – мъдър (мъдра) азиатски/а учител(ка) на Доктор Стрейндж в филма „Доктор Стрейндж“ с участието на Бенедикт Къмбърбач, както и две близначки журналистки във филма на братя Коен „Аве, Цезаре!“ с участието на Джордж Клуни.
Следват приключенският екшън „Окжа“ (2017), комедийната драма „Военна машина“ (2017) и филмът на ужасите „Суспирия“ (2018) на Лука Гауданино, римейк на филма на Дарио Ардженто.
През 2019 г. Суинтън играе отново ролята на Древния/Древната във филма „Отмъстителите: Краят“. Следват участия в драмата „Сувенирът“ за връзката между наркоман и студентка по филмово изкуство, в който играе и дъщеря ѝ Хонър Суинтън Бърн, комедийният филм на ужасите „Мъртвите не умират“ и съвременният преразказ на произведението на Чарлз Дикенс „Личната история на Дейвид Копърфилд“ на Джим Ярмуш.

### Пърформанси
През 1995 г. Суинтън, заедно с продуцентката Джоана Сканлън, разработва пърформанс/инсталация наживо в галерия Serpentine в Лондон, където е изложена на публиката в продължение на една седмица, 8 часа дневно, заспала или уж задрямала в стъклена кутия. Творбата понякога се приписва погрешно на английския визуален творец Корнелия Паркър, която Суинтън кани да сътрудничи за инсталацията в Лондон. Спектакълът със заглавие „Може би“ е представен повторно през 1996 г. в музея „Barracco“ в Рим и през 2013 г. в Музея на модерното изкуство в Ню Йорк като почит към починалия от СПИН режисьор Дерек Джарман.
От 30 септември до 1 октомври 2012 г. тя участва в пърформанса „Невъзможният гардероб“. По идея на Оливър Сейлард, директор на Музея на модата „Галиера“, пърформансът се състои в „Токио палас“ в Париж по време на Есенния фестивал. Суинтън, облечена в стерилна рокля и бели ръкавици, представя дрехи, запазени в архивите на музея, включително чифт ръкавици на Елза Скиапарели, палто на Сара Бернар и връхна дреха на Наполеон I.

### Мода
Суинтън си сътрудничи с нидерландските модни дизайнери Viktor & Rolf. Тя е фокусът в тяхното шоу One Woman Show през 2003 г., в което те правят всички модели да изглеждат като нейно копие и на което тя прочита свое стихотворение, което включва репликата „Има само едно теб. Само едно" (на английски: There is only one you. Only one).
През 2007 г. списание „Vanity Fair“ я обявява за една от най-добре облечените жени в света. През 2013 г. тя е обявена за една от 50-те най-добре облечени жени над 50 години от вестник „Гардиън“. През 2016 г. е в престижната Зала на славата на Международния списък за най-добре облечени лица. Суинтън е класирана сред най-добре облечените жени през 2018 г. от модния уебсайт Net-a-Porter.
Казва, че нейните икони на модата и красотата са баба ѝ, Дейвид Боуи, децата ѝ, Пати Смит и Делфин Сериг.

### Други проекти
През 1988 г. Суинтън е член на журито на 38-ия Берлински международен кинофестивал, през 1993 г. – на 18-ия Московския международен кинофестивал, през 1998 г. – на 55-ия Международен филмов фестивал във Венеция, през 2002 г. – на Международния филмов фестивал в Кан, през 2003 г. – на Кинофестивала в Сънданс, през 2004 г. – на Филмовия фестивал в Кан и през 2009 г. – на 59-ия Берлинския кинофестивал.
През 1996 г. тя се появява като извънземна, кацнала на Земята, във видеоклипа към песента The Box на английското електронно денс дуо Orbital.
През 2005 г. заедно с Пати Смит чете тестове на Бертолт Брехт, Уилям Блейк, Сюзън Зонтаг и Уилям Бъроуз в 4 вечери на Лондонския Meltdown фестивал.
През август 2006 г. отваря новия продуцентски център Screen Academy Scottland в Единбург.
През юли 2008 г. основава кинофестивала Ballerina Ballroom Cinema of Dreams. Събитието се провежда в балната зала на град Неърн, Шотландия, 8 дена през август и на него Суинтън представя лично списък от международни класически и редки филми.
Суинтън си сътрудничи с английския певец и автор на песни Патрик Улф за неговия албум „The Bachelor“ от 2009 г., като допринася говоримо в четири парчета.
През 2009 г. Суинтън и британско-ирландският режисьор Марк Казънс стартират проект, при който е монтиран 33,5-тонен преносим киносалон на голям камион. Те го пренасят през шотландския район Хайландс, създавайки независим пътуващ кинофестивал. Проектът е представен на видно място в документален филм, озаглавен „Киното е навсякъде“. Фестивалът е повторен през 2011 г.
През септември 2009 г. Суинтън се присъединява към петицията на холивудските звезди в подкрепа на режисьора Роман Полански и призова за освобождаването му от ареста след задържането му във връзка с обвинението за дрогиране и изнасилване на 13-годишно момиче през 1977 г.
През 2012 г. Суинтън се появява в SONG 1 на американския творец Doug Aitken. Това е видеоинсталация на открито, създадена за Музей и скулптурна градина Hirshhorn във Вашингтон, окръг Колумбия.
През ноември 2012 г. тя и партньорът ѝ Сандро Коп имат епизодични участия в епизод 6 на комедийния сериал по Би Би Си Getting on.
През 2013 г. Суинтън е съоснователка заедно с Йън Садърланд Маккук на Drumduan Upper School – училище в село Файндхорн, Мъри, Шотландия. Тогава и двамата имат деца, които посещават училището по методиката Щайнер, чиито ученици завършват на 14-годишна възраст. Те основават Drumduan отчасти, за да позволят на децата си да продължат образованието си по методика без оценки и тестове. Суинтън подава оставка като директор през април 2019 г.
На 26 февруари 2013 г. тя се появява в ролята на съпругата на Дейвид Боуи в промоционалния видеоклип към песента му The Stars (Are Out Tonight), режисиран от Флория Сигизмонди.
През юли 2013 г. Суинтън се снима пред московската катедрала „Св. Василий Блажени", държейки знаме с дъга в подкрепа на ЛГБТ общността в страната и публикува своя снимка с изявлението: „В знак на солидарност. От Русия с любов.“
Била е рекламно лице на италианската компания за бижута „Pomellato“ и на Коко Шанел. През 2013 г. се появява в печатни реклами на „Victoria jewelry“.
През 2019 г. е кураторка на фотографската изложба „Орландо“ (2019), вдъхновена от едноименния роман на Вирджиния Улф, във фондация „Апертура“ в Ню Йорк.

## Личен живот
Въпреки че е родена в Лондон и е посещавала различни училища в Англия, Суинтън определя своята националност като шотландска, цитирайки детството си, израстването в Шотландия и аристократичното си шотландско семейство. През 2018 г. тя заявява своята подкрепа за независимостта на Шотландия.
На 6 октомври 1997 г. Суинтън ражда в Лондон близнаците Хонър и Ксавиер Суинтън Бърн от тогавашния си партньор Джон Бърн – шотландски художник и драматург, с когото актрисата има връзка от ок. 1989 до 2003 г. Дъщеря ѝ Хонър е актриса.
Суинтън живее в Шотландия повече от две десетилетия. Към 2020 г. тя живее с децата си и партньора си от 2004 г. насам Сандро Коп – германско-новозенландски художник в 115-годишно имение в градчето Неърн.
В интервю за „Уип“ от 2009 г. Суинтън казва: „Вероятно съм жена. Не знам дали бих могла някога наистина да кажа, че съм била момиче – дълго време бях нещо като момче. Не знам, кой знае? Това се променя." В работата си тя „си играе с идеята за променящия се пол“ и се радва да „върви по въжето на идентичността, на сексуалната идентичност, на половата идентичност“. В интервю за списание „Вог“ от 2021 г. Суинтън се определя като куиър. Тя казва: „Съвсем ясно ми е, че куиър всъщност за мен е свързан с чувствителността. Винаги съм се чувствала куиър – просто търсих своя куиър цирк и го намерих. И след като го намерих, това е моят свят.“ Освен това тя заявява, че нейното сътрудничество с няколко креативни визионери ѝ е помогнало да намери чувството за позната принадлежност. В профила на в. „Гардиън“ от 2022 г. тя заявява: „Случи се така, че също бях дете куиър – не по отношение на сексуалния си живот, а просто странно.“
През януари 2022 г. Суинтън разкрива, че още се възстановява от дълъг COVID, прекаран през август 2021 г., когато не може да стане от леглото 3 седмици, има силна кашлица, световъртеж и проблеми с паметта, последното от които все още продължава. Тя също така обмисля да напусне актьорската кариера, за да се преквалифицира като палиативна болногледачка, придобила опит както от травмата ѝ вследствие на загубата на много приятели по време на епидемията от СПИН в Обединеното кралство, така и като свидетелка на любящата подкрепа, която родителите ѝ получават от професионалните болногледачи в края на живота им, и въздействието, което това има върху нея.
Нейните любими филми са „Училище за рок“ (2003), „Наслука, Балтазар“ (1966), „Бруно“ (2009), I Know Where I'm Going (1945), „Покани ме да вляза“ (2008) и Kiseye Berendj (1996).

## Участия
| година | заглавие                                              | оригинално заглавие                                            | роля                                      | режисьор                            | жанр                              | бел.                   |
| ------ | ----------------------------------------------------- | -------------------------------------------------------------- | ----------------------------------------- | ----------------------------------- | --------------------------------- | ---------------------- |
| 1986   | Караваджо                                             | Caravaggio                                                     | Лена                                      | Дерек Джарман                       | биографичен, драма                |                        |
| 1986   |                                                       | Egomania – Inseln ohne Hoffnung                                | Сали                                      | Кристоф Шлингензиф                  | драма                             |                        |
| 1986   |                                                       | Caprice                                                        | Лъки                                      | Джоана Хог                          | фентъзи                           | късометражен           |
| 1987   | Ария                                                  | Aria                                                           | Младо момиче                              | Робърт Олтман, Брусе Берсфорд и др. | комедия, драма, музикален         | сегмент Depuis le jour |
| 1987   |                                                       | Friendship's Death                                             | Френдшип                                  | Питър Уолън                         | драма, научнофантасичен           |                        |
| 1987   |                                                       | The Last of England                                            | девойка                                   | Дерек Джарман                       | драма, фентъзи                    |                        |
| 1988   |                                                       | L'ispirazione                                                  |                                           | Дерек Джарман                       |                                   | късометражен           |
| 1988   |                                                       | Degrees of Blindness                                           |                                           | Серит Уин Еванс                     | експериментален                   | късометражен           |
| 1988   |                                                       | Das andere Ende der Wert                                       |                                           | Имоген Кимел                        |                                   |                        |
| 1989   | Реквием война                                         | War Requiem                                                    | мед. сестра                               | Дерек Джарман                       | военен, драма                     |                        |
| 1989   |                                                       | Play Me Something                                              | фризьорка                                 | Тимъти Нийт                         | драма                             |                        |
| 1989   |                                                       | Volcano Saga                                                   | Гудрун                                    | Джоан Джонас                        |                                   | късометражно видео     |
| 1990   |                                                       | The Garden                                                     | Мадона                                    | Дерек Джарман                       | драма                             |                        |
| 1990   |                                                       | Das offene Universum                                           | Карла                                     | Клаус Виборни                       | приключенски                      | тв филм                |
| 1991   |                                                       | The Party: Nature Morte                                        | Куини                                     | Синтия Бийт                         | драма                             |                        |
|        | Едуард II                                             | Edward II                                                      | Изабела Френска                           | Дерек Джарман                       | драма, исторически                |                        |
| 1992   |                                                       | Man to Man                                                     | Ела/Макс Герицке                          | Джон Мейбъри                        | драма                             |                        |
| 1992   | Орландо                                               | Orlando                                                        | Орландо                                   | Сали Потър                          | драма, биографичен                |                        |
| 1993   | Витгенщайн                                            | Wittgenstein                                                   | лейди Отолин Морел                        | Дерек Джарман                       | биографичен, драма                |                        |
| 1994   |                                                       | Remembrance of Things Fast: True Stories Visual Lies           |                                           | Джон Мейбъри                        | комедия, драма                    |                        |
| 1996   |                                                       | Female Perversions                                             | Ив Стивънс                                | Сюзан Страйтфелд                    | драам, трилър                     |                        |
| 1997   |                                                       | Conceiving Ada                                                 | Ада Байрън Кинг                           | Лин Хершман-Лийсън                  | драма                             |                        |
| 1998   | Любовта е дявол: Щрихи към портрета на Франсис Бейкън | Love Is the Devil: Study for a Portrait of Francis Bacon       | Мюриел Белчър                             | Джон Мейбъри                        | драма, биографичен                |                        |
| 1999   | Конфликтна точка                                      | The War Zone                                                   | майка                                     | Тим Рот                             | драма, трилър                     |                        |
| 1999   |                                                       | The Protagonists                                               | актриса                                   | Лука Гуаданини                      | криминален, трилър                |                        |
| 2000   | Плажът                                                | The Beach                                                      | Сал                                       | Дани Бойл                           | драма, приключенски, романтичен   |                        |
| 2000   |                                                       | Possible Words                                                 | Джойс                                     | Робърт Лепаж                        | мистерия, научнофантастичен       |                        |
| 2001   | Цената на мълчанието                                  | The Deep End                                                   | Маргарет Хол                              | Скот Макгий, Дейвид Зийгъл          | драма, мистерия, криминален       |                        |
| 2001   | Ванила Скай                                           | Vanilla Sky                                                    | Ребека Диърборн                           | Камерън Кроу                        | мистерия, романтичен, фентъзи     |                        |
| 2002   |                                                       | Teknolust                                                      | Розета/Руби/Марин                         | Лин Хешман-Лийсън                   | комедия, драма, рмантичен         |                        |
| 2002   | Адаптация.                                            | Adaptation                                                     | Валери Томас                              | Спайк Джонз                         | драма, комедия                    |                        |
| 2003   | Младият Адам                                          | Young Adam                                                     | Ела Голт                                  | Дейвид Макензи                      | криминален, драма                 |                        |
| 2003   | Клетвена декларация                                   | The Statement                                                  | Анмари Лайви                              | Норман Джуисън                      | криминален, драма                 |                        |
| 2005   | Вреден навик                                          | Thumbsucker                                                    | Одри Коб                                  | Майк Милс                           | комедия, драма                    |                        |
| 2005   | Константин                                            | Constantine                                                    | Архангел Гавраил                          | Франсис Лорънс                      | фентъзи, ужаси                    |                        |
| 2005   | Прекършени цветя                                      | Broken Flowers                                                 | Пени                                      | Джим Ярмуш                          | драма, комедия                    |                        |
| 2005   |                                                       | Absent Presence                                                | оператор                                  | Хюсеин Шалаян, Марин Р. Дейвисън    | видеоинсталация                   | късометражен           |
| 2005   | Хрониките на Нарния: Лъвът, Вещицата и Дрешникът      | The Chronicles of Narnia: The Lion, the Witch and the Wardrobe | Бялата вещица                             | Ендрю Адамсън                       | фентъзи, приключенски             |                        |
| 2006   | Стефани Дейли                                         | Stephanie Daley                                                | Лиди Крейн                                | Хилъри Бругър                       | драма                             |                        |
| 2007   | Сомнабули                                             | Sleepwalkers                                                   | виолонистка-служителка                    | Дъф Ейткън                          | драма                             | късометражен           |
| 2007   | Човекът от Лондон                                     | A londoni férfi                                                | Малоан Фелсеж                             | Бела Тар, Агнес Храницки            | драма, криминален                 |                        |
| 2007   | Майкъл Клейтън                                        | Michael Clayton                                                | Карен Краудър                             | Тони Гилрой                         | криминален, драма                 |                        |
| 2008   | Джулия                                                | Julia                                                          | Джулия                                    | Ерик Зонка                          | криминален,д рама                 |                        |
| 2008   | Хрониките на Нарния: Принц Каспиян                    | The Chronicles of Narnia: Prince Caspian                       | Бялата вещица                             | Ендрю Адамсън                       | фентъзи, приключенски             |                        |
| 2008   | Изгори след прочитане                                 | Burn After Reading                                             | Кейти Кож                                 | Братя Коен                          | драма, криминален, комедия        |                        |
| 2008   | Странният случай с Бенджамин Бътън                    | The Curious Case of Benjamin Button                            | Елизабет Абът                             | Дейвид Финчър                       | драма, фентъзи, романтичен        |                        |
| 2009   | Границите на контрола                                 | The Limits of Control                                          | Блондинка                                 | Джим Ярмуш                          | драма, криминален, мистерия       |                        |
| 2009   | Аз съм любовта                                        | Io sono l'amore                                                | Ема Реки                                  | Лука Гуаданино                      | драма, романтичен                 |                        |
| 2010   | Хрониките на Нарния: Плаването на Разсъмване          | The Chronicles of Narnia: The Voyage of the Dawn Treader       | Бялата вещица                             | Майкъл Аптид                        | фентъзи, приключенски             |                        |
| 2011   | Трябва да поговорим за Кевин                          | We Need to Talk About Kevin                                    | Ева Качадуриан                            | Лин Рамзи                           | драма, трилър                     |                        |
| 2012   | В царството на пълнолунието                           | Moonrise Kingdom                                               | Социалните                                | Уес Андерсън                        | комедия, драма, романс            |                        |
| 2013   |                                                       | David Bowie: The Stars (Are Out Tonight)                       | себе си                                   | Флория Сигизмонди                   | музика                            | късометражно видео     |
| 2013   | Само любовниците остават живи                         | Only Lovers Left Alive                                         | Ив                                        | Джим Ярмуш                          | комедия, драма, фентъзи           |                        |
| 2013   | Снежен снаряд                                         | Snowpiercer                                                    | Мейсън                                    | Бонг Джун Хо                        | екшън, драма, научнофантастичен   |                        |
| 2013   | Теорема нула                                          | The Zero Theorem                                               | д-р Шринк-Ром                             | Тери Гилиъм                         | драма, фентъзи                    |                        |
| 2014   | Гранд хотел „Будапеща“                                | The Grand Budapest Hotel                                       | Мадам Д.                                  | Уес Андерсън                        | приключенски, комедия, криминален |                        |
| 2015   | Тотал щета                                            | Tranwreck                                                      | Даяна                                     | Джуд Апатоу                         | драма, комедия, романтичен        |                        |
| 2015   | Голямото плискане                                     | The Bigger Splash                                              | Мариан Лейн                               | Лука Гуаданино                      | драма, музикален                  |                        |
| 2016   | Аве, Цезаре!                                          | Hail, Ceasar!                                                  | Тора/Тесали Такър                         | Братя Коен                          | комедия, драма                    |                        |
| 2016   | Доктор Стрейндж                                       | Doctor Strange                                                 | Древният                                  | Скот Дериксън                       | фентзи, екшън                     |                        |
| 2017   | Окджа                                                 | Okja                                                           | Луси/Нанси Мирандо                        | Бонг Джун Хо                        | приключенски,д рама               |                        |
| 2017   | Военна машина                                         | War Machine                                                    | германска политичка                       | Давид Мишо                          | драма, военен                     |                        |
| 2018   | Суспирия                                              | Suspiria                                                       | д-р Клемперер, мадам Бланк, Хелена Маркос | Лука Гуаданино                      | ужаси                             |                        |
| 2019   | Сувенирът                                             | The Souvenir                                                   | Розалинд                                  | Джоана Хог                          | драма, мистерия, романтичен       |                        |
|        | Отмъстителите: Краят                                  | Avengers: Endgame                                              | Древният                                  | Антъни и Джо Русо                   | екшън, фентъзи                    |                        |
|        | Мъртвите не умират                                    | The Dead Don't Die                                             | Зелда Уинстън                             | Джим Ярмуш                          | ужаси, комедия                    |                        |
| 2020   | Историята на Дейвид Копърфилд                         | The Personal History of David Copperfield                      | Бетси Тротуд                              | Армандо Янучи                       | драма, комедия                    |                        |
|        | Човешкият глас                                        | The Human Voice                                                | жена                                      | Педро Алмодовар                     | драма                             | късометражен           |
| 2021   | Сувенир: част 2                                       | The Souvenir: Part 2                                           | Розалинд                                  | Джоана Хог                          | драма                             |                        |
| 2021   | Френският бюлетин на Либърти, Канзас Ивнинг Сън       | The French Dispatch of the Liberty, Kansas Evening Sun         | Дж. К. Л. Беренсен                        | Уес Андерсън                        | комедия, драма, романтичен        |                        |
| 2021   | Памет                                                 | Memoria                                                        | Джесика Холанд                            | Апичатпонг Вирасетакул              | драма                             |                        |
| 2022   |                                                       | The Eternal Daughter                                           | Джули Харт/Розалинд Харт                  | Джоана Хог                          | драма                             |                        |
| 2022   | Три хиляди години копнеж                              | Three Thousand Years of Longing                                | Алития Бини                               | Джордж Милър                        | драма, романтичен, фентъзи        |                        |
| 2023   | Астероид Сити                                         | Asteroid City                                                  | д-р Хикенлупър                            | Уес Андерсън                        | комедия, романс                   |                        |
| 2023   | Убиецът                                               | The Killer                                                     | Експертката                               | Дейвид Финчър                       | екшън, криминален                 |                        |
| 2023   |                                                       | All Kinds of Love                                              |                                           | Каспър Сейерсен                     | късометражен                      |                        |
| 2023   |                                                       | Problemista                                                    | Елизабет                                  | Хулио Торес                         | комедия                           |                        |
| 2024   | Стая в съседство                                      | La habitación de al lado                                       | Марта / Мишел                             | Педро Алмодовар                     | драма                             |                        |

| година | заглавие               | оригинално заглавие             | епизоди          | роля              | жанр           | забел.       |
| ------ | ---------------------- | ------------------------------- | ---------------- | ----------------- | -------------- | ------------ |
| 1986   |                        | Zastrozzi: A Romance            | във всички 4 еп. | Джулия            | драма          | минисериал   |
| 1990   |                        | Your Cheatin' Heart             | във всички 6 еп. | Киси Крауч        | комедия, драма | минисериал   |
| 1992   |                        | Screenplay                      | Man to Man       | Ела/ Макс Герицки | драма          |              |
| 1992   |                        | Shakespeare: The Animated Tales | Hamlet           | Офелия            | анимация       | късометражен |
| 2012   |                        | Getting On                      | еп. 3.6          | Елке              | комедия        |              |
| 2019   | Какво правим в сенките | What We Do in the Shadows       | The Trial        | Тилда             | фентъзи, ужаси |              |

| година | заглавие                                                      | оригинално заглавие                                                                                                | роля               | режисьор                 | забел.                         |
| ------ | ------------------------------------------------------------- | --- | ------------------ | ------------------------ | ------------------------------ |
| 1988   |                                                               | Cycling the Frame                                                                                                  | колоездачка        | Синтия Бийт              | тв филм                        |
| 1990   |                                                               | The Garden: Making of the Garden                                                                                   | себе си            | Такаши Асаи              | късометражен                   |
| 1990   |                                                               | The Media Show (еп. Edward II и еп. 3.10)                                                                          | себе си            |                          | късометражен                   |
| 1990   |                                                               | Fruits of Fear | себе си            | Нгози Онвира             | късометражен                   |
| 1991   |                                                               | Arena (еп. Derek Jarman – A Portrait)                                                                              | себе си            |                          | тв сериал                      |
| 1994   |                                                               | Visions of Heaven and Hell                                                                                         | разказвач          | Марк Харисън, Лиан Клайн | тв филм                        |
| 1999   |                                                               | Karen Black: Actress at Work                                                                                       | себе си            | Кери Фелтам              |                                |
| 2001   |                                                               | Anatomy of a Scene (еп. The Deep End)                                                                              | себе си            |                          | тв сериал                      |
| 2002   |                                                               | Tilda Swinton: The Love Factory                                                                                    |                    | Лука Гуаданино           | късометражен                   |
| 2002   |                                                               | Independent View                                                                                                   | себе си            |                          | тв сериал                      |
| 2004   |                                                               | Derek Jarman: Life as Art                                                                                          | себе си            | Енди Кимптън-Най         |                                |
| 2005   |                                                               | Filmography (еп. Keanu Reeves)                                                                                     | себе си            |                          | тв сериал                      |
| 2005   |                                                               | T4' in Narnia | себе си            | Крисен Хайет             | тв филм                        |
| 2005   |                                                               | On the Set: Chronicles of Narnia: The Lion, the Witch & the Wardrobe                                               | Бялата вещица      |                          | тв късометражен                |
| 2006   |                                                               | The Chronicles of Narnia: Chronicles of a Director                                                                 | себе си            |                          | късометражен                   |
| 2006   |                                                               | The Chronicles of Narnia: The Lion, the Witch and the Wardrobe: Visualizing 'The Lion, the Witch and the Wardrobe' | себе си            |                          | видео                          |
| 2006   |                                                               | The Chronicles of Narnia: The Lion, the Witch and the Wardrobe: Creating Creatures                                 | себе си            |                          | видео                          |
| 2006   |                                                               | Broken Flowers: Start to Finish                                                                                    | себе си            |                          | късометражно видео, неизписана |
| 2007   |                                                               | Schau mir in die Augen, Kleiner                                                                                    | себе си            | Андре Шефер              |                                |
| 2007   | Любимият монарх на Хитлер                                     | Hitler's Favourite Royal                                                                                           | себе си, разказвач | Фиона Котър Крейг        | тв филм                        |
|        |                                                               | Independent Lens (еп. Deep Water)                                                                                  | разказвач, себе си |                          | тв сериал                      |
| 2008   |                                                               | Requiem for Jarman                                                                                                 | себе си            | Карл Дафт                | късометражен                   |
| 2008   |                                                               | Farmhouse: Jim Jarmusch at Work                                                                                    | себе си            | Адам Бала Лоу            | късометражен                   |
| 2009   |                                                               | Deutschland, deine Künstler (еп. Christoph Schlingensief)                                                          | себе си            |                          | тв сериал                      |
| 2009   |                                                               | The Invisible Frame                                                                                                | колоездачка        | Синтия Бийт              |                                |
| 2010   |                                                               | Behind Jim Jarmusch                                                                                                | себе си            | Леа Риналди              |                                |
| 2010   |                                                               | Climate for Change                                                                                                 | разказвач          | Браян Хил                |                                |
| 2010   |                                                               | Spur der Bären | себе си            | Ханс-Кристоф Блуменберг  | тв филм                        |
| 2010   | Звездно късо съединение                                       | 14 Actors Acting                                                                                                   | себе си            | Солве Съндсбо            | късометражно видео             |
| 2011   |                                                               | Cinema Is Everywhere                                                                                               | себе си            | Тил Грейхейвънс          |                                |
| 2011   |                                                               | Amore carne | себе си            | Пипо Делбоно             |                                |
| 2011   |                                                               | Making It in Hollywood                                                                                             | себе си            | Дъг Макфарлейн           |                                |
| 2012   |                                                               | Radioman | себе си            | Мери Кер                 |                                |
| 2013   |                                                               | Ways of Listening                                                                                                  | себе си            | Колин Маккейб            | късометражен                   |
| 2013   |                                                               | When Björk Met Attenborough                                                                                        | разказвач          | Луиз Хупър               | тв филм                        |
| 2014   |                                                               | Antarctica 3D: On the Edge                                                                                         | разказвач          | Джон Боуермастър         | късометражен                   |
| 2014   |                                                               | Travelling at Night with Jim Jarmusch                                                                              | себе си            | Леа Риналди              |                                |
| 2014   |                                                               | Snowpiercer: Transperceneige, From the Blank Page to the Black Screen                                              | себе си            | Хесус Кастро             |                                |
| 2014   |                                                               | The Gospel According to St Derek                                                                                   | себе си            | Енди Кимптън-Най         | късометражен                   |
| 2015   |                                                               | B-Movie: Lust & Sound in West-Berlin 1979 – 1989                                                                   | себе си            | Йорг А. Хопе и др.       |                                |
| 2016   |                                                               | Phantom of the Universe: The Hunt for Dark Matter                                                                  | разказвач          | Хоао Пекенао             |                                |
| 2016   |                                                               | The Seasons in Quincy: Four Portraits of John Berger                                                               | себе си            | Бартек Джадош и др.      |                                |
| 2017   |                                                               | Letters from Generation Rx                                                                                         | разказвач          | Кевин П. Милър           |                                |
| 2017   |                                                               | Doctor Strange: Across Time and Space                                                                              | себе си, Древният  |                          | късометражно видео             |
| 2017   | Defying Reality: The Art of Visual Effects of 'Doctor Strange | | себе си, Древният  |                          | късометражно видео             |
| 2017   | Doctor Strange: The Score-Cerer Supreme                       | | себе си, Древният  |                          | късометражно видео             |
| 2017   | Doctor Strange: A Strange Transformation                      | | себе си, Древният  |                          | късометражно видео             |
| 2017   | Doctor Strange: Strange Company                               | | себе си, Древният  |                          | късометражно видео             |
| 2017   |                                                               | National Endowment for the Arts: United States of Arts (еп. American Film Institute)                               | себе си            |                          | тв сериал, късометражен        |
|        |                                                               | Untitled Progressive School                                                                                        | себе си            | Тилда Суинтън            |                                |

| година | заглавие             | оригинално заглавие                              | роля               | режисьор                                | жанр                      | забел.                              |
| ------ | -------------------- | ------------------------------------------------ | ------------------ | --------------------------------------- | ------------------------- | ----------------------------------- |
| 1992   |                      | Shakespeare: The Animated Tales                  | Офелия             |                                         | анимация                  | късометражен тв сериал (еп. Hamlet) |
| 1993   |                      | Blue                                             | разказвач          | Дерек Джарман                           | биографичен, драма        |                                     |
| 1995   | Орландо              | Orlando                                          | разказвач          | Вирджиния Улф                           | аудиокнига                |                                     |
| 2000   |                      | The Dilapidated Dwelling                         | разказвач          | Патрик Кайлър                           | документален              |                                     |
| 2005   |                      | Constantine                                      | Архангел Гавраил   |                                         | видеоигра                 |                                     |
| 2006   |                      | Galápagos                                        | разказвач          |                                         | документален              | тв минисериал в 3 еп.               |
| 2006   | Пагубни дълбини      | Deep Water                                       | разказвач          | Луиз Озмънд, Джери Ротуел               | документален              |                                     |
| 2007   |                      | Faceless                                         | разказвач          | Ману Лукш                               | научнофантастичен         |                                     |
| 2008   |                      | Derek                                            | разказвач          | Бърнард Роуз, Айзак Джулиен             | документален              |                                     |
| 2011   |                      | Genevieve Goes Boating                           | себе си            | Люси Грей                               | приключенски, семеен      | късометражно видео                  |
| 2013   |                      | Death for a Unicorn                              | разкавач           | Рикардо Бернаскони, Франческа Ревердито | фентъзи                   | късометражен                        |
| 2013   |                      | Serge Draghiev and the Ballets Russes            | разказвач          |                                         | документален              |                                     |
| 2015   |                      | Dreams Rewired                                   | разказвач          | Ману Лукш, Мартин Райнхард, Томас Тоде  | документален              |                                     |
| 2016   |                      | Letters from Bagdad                              | Гертруд Бел        | Забине Крайенбюл, Зева Йолбаум          | документален              |                                     |
| 2017   |                      | Tania Libre                                      | себе си, разказвач | Лин Хершман-Лийсън                      | документален              |                                     |
| 2018   | Островът на кучетата | Isle of Dogs                                     | Оракул             | Уес Андерсън                            | анимационен, приключенски |                                     |
| 2018   |                      | Women Make Film: A New Road Movie Through Cinema | разказвач          | Марк Казънс                             | документален, исторически |                                     |
| 2019   | Нешлифовани диаманти | Uncut Gems                                       | Ан Одли мениджър   | Бени и Джон Сафди                       | криминален, драма         |                                     |
| 2020   |                      | Last and First Man                               | разказвач          | Йохан Йохансон                          | фентъзи, мистерия         |                                     |
| 2021   |                      | Goliath: Playing with Reality                    | разкавач           | Мей Абдала, Бари Джин Мърфи             | късометражен              |                                     |
| 2022   | Пинокио              | Pinocchio                                        | Горска фея         | Гийермо дел Торо, Майк Густавсон        |                           |                                     |
| 2023   |                      | Some Thoughts of the Common Toad                 | разказвач          |                                         | късометражен              |                                     |

| година      | заглавие                       | заглавие на английски       | роля                  | автори                     | режисьор      | място                                                                                             |
| ----------- | ------------------------------ | --------------------------- | --------------------- | -------------------------- | ------------- | ------------------------------------------------------------------------------------------------- |
| 1980 – 1983 | Херцогинята от Амалфи          | The Duchess of Malfi        |                       | Джон Уебстър               |               | студентски постановки в Кеймбридж                                                                 |
| 1980 – 1983 | Сън в лятна нощ                | Midsummer's Nigh Dream      |                       | Уилям Шекспир              |               | студентски постановки в Кеймбридж                                                                 |
| 1980 – 1983 | Комедия от грешки              | The Comedy of Errors        |                       | Уилям Шекспир              |               | студентски постановки в Кеймбридж                                                                 |
| 1983 и 1984 | Дяволи                         | The Devils                  | монахиня              | Джон Уайтинг               | Джон Бартън   | Барбикан сентър (Лондон), Пит (Лондон)                                                            |
| 1983 и 1984 | Юлий Цезар                     | Julius Ceasar               | плебейка              | Уилям Шекспир              | Рон Даниълс   | Кралски шекспиров театър (Стратфорд на Ейвън), Барбикан център (Лондон)                           |
| 1983 и 1984 | Мяра за мяра                   | Measure for Measure         | Джулиета              | Уилям Шекспир              | Ейдриън Нобъл | Кралски шекспиров театър (Стратфорд на Ейвън), Барбикан център (Лондон), Кралски театър (Нюкасъл) |
| 1984        | Хенри VIII                     | Henry VIII                  |                       | Уилям Шекспир              | Хауърд Дейвис | Барбикан център (Лондон)                                                                          |
| 1984        | Майка Кураж и синовете ѝ       | Mother Courage and her sons | войнишка майка        | Бертолт Брехт              | Хауърд Дейвис | Барбикан център (Лондон)                                                                          |
| 1985        |                                | Waste                       |                       | Харли Гранвил-Баркър       | Джон Бартън   | Барбикан център (Лондон)                                                                          |
| 1985        | Торквато Тасо                  | Torquato Tasso              |                       | Йохан Волфганг фон Гьоте   | Стивън Ънуин  | Кралски национален театър (Лондон)                                                                |
| 1985        | Бялата роза                    | White Rose                  | Ина Паспотникова      | Брус Майлс                 | Питър Арнътс  | Театър „Траверс“ (Единбург), Театър „Алмейда“ (Лондон)                                            |
| 1985        |                                | Dead Men                    |                       | Майк Скот                  |               | продукция на Isosceles Comedy Company на фестивала „Траверс“ в Театър „Траверс“ (Единбург)        |
| 1985        | Елизабет Гордън Куин           | Elizabeth Gordon Quinn      |                       | Крис Хана                  |               | продукция на Isosceles Comedy Company на фестивала „Траверс“ в Театър „Траверс“ (Единбург)        |
| 1985        |                                | Losing Venice               |                       | Джон Клифърд               |               | продукция на Isosceles Comedy Company на фестивала „Траверс“ в Театър „Траверс“ (Единбург)        |
| 1985        |                                | Aus Der Fremde              |                       | Ернст Яндъл                |               | продукция на Isosceles Comedy Company на фестивала „Траверс“ в Театър „Траверс“ (Единбург)        |
| 1985        |                                | No Son of Mine              |                       | Филип Голие                |               | продукция на Isosceles Comedy Company на фестивала „Траверс“ в Театър „Траверс“ (Единбург)        |
| 1985        |                                | The Prince of Experience    |                       | Кен Рос                    |               | продукция на Isosceles Comedy Company на фестивала „Траверс“ в Театър „Траверс“ (Единбург)        |
| 1985        |                                | Through the Leaves          |                       | Франк Ксавиер Крьотц       |               | продукция на Isosceles Comedy Company на фестивала „Траверс“ в Театър „Траверс“ (Единбург)        |
| 1987        | Туристическият гид             | The Tourist Guide           |                       | Бото Щраус                 |               | Театър „Алмейда“ (Лондон)                                                                         |
| 1987        | Мярка                          | Die Massnahme               |                       | Бертолт Брехт              |               | Театър „Алмейда“ (Лондон)                                                                         |
| 1987        | Човек към човека               | Man to Man                  | Ела Герик, Макс Герик | Бертолт Брехт              | Манфред Карге | Кралски дворцов театър (Лондон), Театър „Траверс“ (Единбург)                                      |
| 1989        |                                | The Long Way Round          |                       | Петер Хандке               |               | Кралски национален театър (Cottesloe Stage) (Лондон)                                              |
| 1989        | Моцарт и Салиери               | Mozart and Salieri          | Моцарт                | Александър Пушкин          |               |                                                                                                   |
| 1989        | Хеда Габлер                    | Hedda Gabler                |                       | Хенрик Ибсен               |               | Кралски национален театър: Театър „Котслоу“, Театър „Литълтън“ и Olivier Theatre (Лондон)         |
| 1989        | Whale                          |                             |                       | Хенрик Ибсен               |               | Кралски национален театър: Театър „Котслоу“, Театър „Литълтън“ и Olivier Theatre (Лондон)         |
| 1989        | Гето                           | Ghetto                      |                       | Дейвид Лан, Джошуа Собол   |               | Кралски национален театър: Театър „Котслоу“, Театър „Литълтън“ и Olivier Theatre (Лондон)         |
| 1989        | Хамлет                         | Hamlet                      |                       | Уилям Шекспир              |               | Кралски национален театър: Театър „Котслоу“, Театър „Литълтън“ и Olivier Theatre (Лондон)         |
| 1989        | Мизантроп                      | The Misanthrope             |                       | Молиер                     |               | Кралски национален театър: Театър „Котслоу“, Театър „Литълтън“ и Olivier Theatre (Лондон)         |
| 1989        |                                | The March on Russia         |                       | Дейвид Стори               |               | Кралски национален театър: Театър „Котслоу“, Театър „Литълтън“ и Olivier Theatre (Лондон)         |
| 1989        |                                | Juno and the Paycock        |                       | Шон О'Кейси                |               | Кралски национален театър: Театър „Котслоу“, Театър „Литълтън“ и Olivier Theatre (Лондон)         |
| 1989        |                                | The Secret Rapture          |                       | Дейвид Хеър                |               | Кралски национален театър: Театър „Котслоу“, Театър „Литълтън“ и Olivier Theatre (Лондон)         |
| 1989        |                                | The Voysey Inheritance      |                       | Харли Гранвил Баркър       |               | Кралски национален театър: Театър „Котслоу“, Театър „Литълтън“ и Olivier Theatre (Лондон)         |
| 1989        |                                | Fuente Ovejuna              |                       | Феликс Лупе де Овега       |               | Кралски национален театър: Театър „Котслоу“, Театър „Литълтън“ и Olivier Theatre (Лондон)         |
|             |                                | Tango Varsoviano            |                       |                            |               | Театро Дел Сюр                                                                                    |
|             | Гроздовете на гнева            | The Grapes of Wrath         |                       | Джон Стайнбек              | Франк Галати  | Steppenwolf Theatre (Чикаго)                                                                      |
|             |                                | The Shaughraun              |                       | Дион Бусико                |               |                                                                                                   |
|             |                                | Speed-The-Plow              |                       | Дейвид Мамет               |               |                                                                                                   |
|             | Разколът на Англия             | Schism in England           |                       | Педро Калдерон де ла Барка |               |                                                                                                   |
|             | Вуйчо Ваньо                    | Uncle Vanya                 |                       | Антон Чехов                |               | Московски художествен театър                                                                      |
|             |                                | Suicide for Love            |                       |                            |               | продукция на Компания „Нинагава“ (Япония)                                                         |
|             | Вълшебното килимче             | The Magic Carpet            |                       | Патриша Гордън             |               |                                                                                                   |
|             | Човекът, звярът и добродетелта | Man Beast and Virtue        |                       | Луиджи Пирандело           |               |                                                                                                   |
|             |                                | The Beaux Strategem         |                       | Жорж Фаркер                |               |                                                                                                   |
|             | Добрият човек от Сечуан        | The Good Person of Sichuan  |                       | Бертолт Брехт              |               |                                                                                                   |
|             | Саломе                         | Salome                      |                       | Оливър Уайлд               |               |                                                                                                   |
|             |                                | Ma Rainey's Black Bottom    |                       | Огъст Уилсън               |               |                                                                                                   |
|             |                                | Bent                        |                       | Мартин Шърман              |               |                                                                                                   |

## Награди и номинации
Към март 2021 г. филмовата енциклопедия IMDB посочва 69 спечелени награди, сред които:
| Година | Награда | Творба                                    | забел.                |
| ------ | --- | ----------------------------------------- | --------------------- |
| 1988   | „Теди“ на журито на Берлинския международен филмов фестивал                                                                       |                                           |                       |
| 1991   | Купа „Волпи“ на Венецианския филмов фестивал за най-добра актриса                                                                 | Едуард II                                 |                       |
| 1992   | на Солунския филмов фестивал за най-добра актриса                                                                                 | Орландо                                   |                       |
| 1993   | „Давид на Донатело“ за най-добра чуждестранна актриса                                                                             | Орландо                                   |                       |
| 1993   | Golden Space Needle на Международния филмов фестивал в Сиатъл за най-добра актриса                                                | Орландо                                   |                       |
| 2001   | на Дружеството на филмовите критици от Лас Вегас                                                                                  | Цената на мълчанието                      |                       |
| 2001   | на Бостънското дружество на филмовите критици за най-добра актриса                                                                | Цената на мълчанието                      |                       |
| 2001   | Бременска филмова награда |                                           |                       |
| 2004   | на БАФТА Шотландия за най-добра актриса в главна роля в шотландски филм                                                           | Младият Адам                              |                       |
| 2005   | „Ричард Харис“ на Британските награди за независимо кино                                                                          |                                           |                       |
| 2007   | на Филмовото дружество на Детройт за най-добра актриса в поддържаща роля                                                          | Майкъл Клейтън                            |                       |
| 2008   | „Специален Теди“ на Берлинския международен филмов фестивал                                                                       |                                           | споделена с 4 души    |
| 2008   | на Кръга на филмовите критици от Ванкувър за най-добра актриса в поддържаща роля                                                  | Майкъл Клейтън                            |                       |
| 2008   | на Филмовите критици от Детройт за най-добра актриса в поддържаща роля                                                            | Майкъл Клейтън                            |                       |
| 2008   | на Асоциацията на филмовите критици от Далас Форт-уорт за най-добра актриса в поддържаща роля                                     | Майкъл Клейтън                            |                       |
| 2008   | Оскар за най-добра актриса в поддържаща роля                                                                                      | Майкъл Клейтън                            |                       |
| 2008   | на БАФТА за най-добра актриса в поддържаща роля                                                                                   | Майкъл Клейтън                            |                       |
| 2009   | Британски филмови награди Evening Standart за най-добра актриса                                                                   | Джулия                                    |                       |
| 2009   | „Сатурн“ на Академията за научнофантастични, фентъзи и хорър филми за най-добра актриса в поддържаща роля                         | Странният случай с Бенджамин Бътън        |                       |
| 2010   | на Международния филмов фестивал в Дъблин за най-добра актриса                                                                    | Аз съм любов                              |                       |
| 2011   | „Сребърен медальон“ на Филмовия фестивал в Телюрайд, САЩ                                                                          |                                           |                       |
| 2011   | на Асоциацията на филмовите критици от Остин за най-добра актриса                                                                 | Трябва да поговорим за Кевин              |                       |
| 2011   | Европейски филмови награди за най-добра европейска актриса                                                                        | Трябва да поговорим за Кевин              |                       |
| 2011   | на Филмовите критици от Сан Франциско за най-добра актриса                                                                        | Трябва да поговорим за Кевин              |                       |
| 2013   | Награда на критиката на SECS филмов фестивал в Бразилия за най-добра чуждестранна актриса                                         | Трябва да поговорим за Кевин              |                       |
| 2013   | на Асоциацията на филмовите критици от Централно Охайо за най-добър актьорски състав                                              | В царството на пълнолунието               |                       |
| 2014   | на Кръга на филмовите критици от Флорида за най-добър актьорски състав                                                            | Гранд хотел „Будапеща“                    | споделена с 16 колеги |
| 2014   | на Филмовото дружество на Детройт за най-добър актьорски състав                                                                   | Гранд хотел „Будапеща“                    | споделена с 16 колеги |
| 2014   | на Асоциацията на Бостънските онлайн критици за най-добра актриса в поддържаща роля                                               | Снежен снаряд                             |                       |
| 2015   | на Алианса на жените журналистки за най-добра поддържаща актриса                                                                  | Снежен снаряд                             |                       |
| 2015   | на Кръга на филмовите критици от Ванкувър за най-добра актриса                                                                    | Само любовниците не умират                |                       |
| 2015   | Female Focus и Специално споменаване на Алианса на жените журналистки за актриса, победила възрастта и дискриминацията по възраст | Снежен снаряд, Само любовниците не умират | 2 отделни награди     |
| 2015   | на Асоциацията на филмовите критици от Централно Охайо за най-добър актьорски състав                                              | Гранд Хотел„Будапеща“                     | споделена с 16 колеги |
| 2015   | на Асоциацията на филмовите критици от Джорджия за най-добър актьорски състав                                                     | Гранд Хотел„Будапеща“                     | споделена с 16 колеги |
| 2015   | на Асоциацията на филмовите критици от Централно Охайо за най-добра актриса                                                       | Снежен снаряд                             |                       |
| 2015   | CinEuphoria за най-добра актриса в поддържаща роля (международен конкурс)                                                         | Снежен снаряд, Гранд хотел „Будапеща“     |                       |
| 2017   | „Сатурн“ за най-добра актриса в поддържаща роля                                                                                   | Доктор Стрейндж                           |                       |
| 2018   | Почетна „Гран При“ на Международния филмов фестивал в Каталония                                                                   |                                           |                       |
| 2018   | Flight Meter за най-добра актриса в поддържаща роля                                                                               | Суспирия                                  |                       |
| 2019   | „Робърт Олтман“ на наградите Independent Spirit                                                                                   | Суспирия                                  | споделена с 15 души   |
| 2019   | CinEuphoria за най-добра актриса в поддържаща роля (международен конкурс)                                                         | Суспирия                                  |                       |
| 2019   | Chainsaw award за най-добра актриса в поддържаща роля                                                                             | Суспирия                                  |                       |
| 2020   | „Златен лъв“ за кариера на Венецианския филмов фестивал                                                                           |                                           |                       |
| 2021   | „Мери Пикфорд“ на наградите „Сателит“                                                                                             |                                           |                       |

Номинации
Към март 2021 г. Суинтън има 156 номинации за различни награди, посочени на уеб страницата Imdb.com. По-важните от тях са:
- „Златен глобус“

2002: за най-добра актриса в драматичен филм за „Цената на мълчанието“
2008: за най-добра актриса в поддържаща роля в игрален филм за „Майкъл Клейтън“
2012: за най-добра актриса в драма за „Трябва да поговорим за Кевин“
- Награда на БАФТА

2009 за най-добра актриса в поддържаща роля за „Изгори след прочитане“
2012 за най-добра актриса в главна роля за „Майкъл Клейтън“
- Европейски филмови награди

1993: за европейска актриса на годината за „Орландо“
- Награда „Сателит“

2002: „Златен сателит“ за най-добра актриса в драма за „Цената на мълчанието“
2007: за най-добра актриса в драма за „Стефани Дилей“ и за най-добра актриса в поддържаща роля за „Майкъл Клайтън“
2010: за най-добра актриса в драма за „Аз съм любов“
2015: за най-добра актриса в поддържаща роля за „Снежен снаряд“
- Награда на Гилдията на киноактьорите

2003: за изключителен актьорски състав в кинофилм за „Адаптация“
2008: за най-добра актриса в поддържаща роля за „Майкъл Клейтън“
2009: за изключителен актьорски състав в кинофилм за „Странния случай с Бенджамин Бътън“
2012: за най-добра актриса в главна роля за „Трябва да поговорим за Кевин“
2015: за най-добър актьорски състав за „Гранд хотел Будапеща“